# Fineas

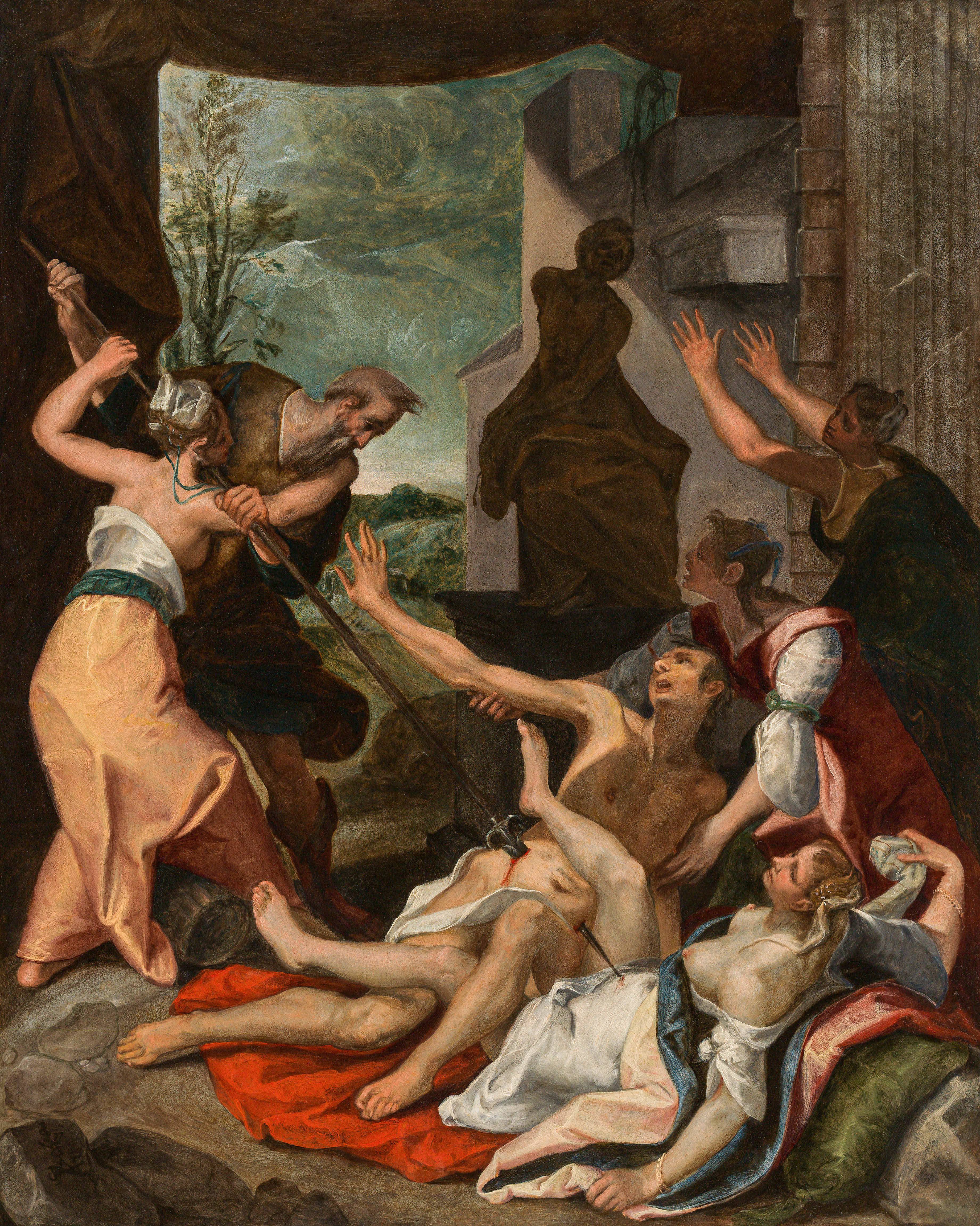
Fineas matando a Zimri y Cozbi el madianita por Joos van Winghe

Según la Biblia hebrea, Finehas o Fineas ( /ˈfɪniəs/; פִּינְחָס, en  copto Φινεες  Finees, en latín: Phinees) fue un sacerdote durante el viaje de los israelitas o Éxodo. Nieto del primer sumo sacerdote Aarón e hijo del segundo sumo sacerdote  Eleazar (6:25). Era, por tanto, sobrino nieto de Moisés. Se distinguió de joven en  Abila con su celo contra la herejía de Peor. Disgustado por la inmoralidad con la que los moabitas y madianitas habían logrado tentar a los israelitas (25: 1-9) para que se casaran entre sí y adoraran a Baal, Finees ejecutó personalmente a un hombre israelita y a una mujer madianita mientras estaban juntos en la tienda del hombre, atravesando con una jabalina o lanza al hombre y el vientre de la mujer, poniendo fin a la plaga enviada por Dios para castigar a los israelitas por mezclarse sexualmente con los madianitas.
Fineas es elogiado por Dios en el libro de los Números, capítulo 25:10-13, así como por el rey David en el Salmo 106:28-31 por haber detenido la caída de Israel en la prácticas idolátricas traída por las mujeres madianitas, así como por detener la profanación del santuario de Dios. Tras la entrada en la tierra de Israel y la muerte de su padre, fue nombrado tercer Sumo Sacerdote de Israel, y sirvió en el santuario de Betel (20:28).
En la biblia católica, Fineas es citado como ejemplo al inicio de la revuelta macabea en el primer libro de los Macabeos (2:26).

## Nombre
El nombre Fineas proviene probablemente del nombre egipcio Pa-nehasi, Panehesy (en  copto ⲡⲁⲛⲉϩⲁⲥ). Según el Oxford Companion to the Bible, "la Biblia también utiliza nombres egipcios y nubios para la tierra y su gente ... Para los egipcios acostumbrados a estas variaciones de color, el término para sus vecinos del sur era Neḥesi, 'sureño', que con el tiempo también llegó a significar 'el negro' o 'el nubio'. Esta raíz egipcia (nḥsj, con el preformativo pʾ como artículo definido) aparece en Éxodo 6.25 como el nombre personal del nieto de Aarón, Finehas (= Pa-neḥas)". The Theological Wordbook of the Old Testament interpreta que el nombre significa "el de color bronce".